# راستین‌نماد (برنامه‌نویسی)
راستین‌نماد یا لفظ یا لیترال (به انگلیسی: Literal) در برنامه‌نویسی رایانه‌ای نمادی برابری نمایش یک مقدار ثابت در «کد منبع» آن برنامه می‌باشد.
راستین‌نمادها، دربرابر «متغیرها» یا «ثابت‌ها» هستند که می‌توانند یکی از مقادیر کلاس‌های با مقدار ثابت را بگیرند، «ثابت‌ها» این محدودیت را دارند که دیگر تغییر نمی‌کنند. راستین‌نمادها  معمولا برای مقداردهی اولیه به متغیرها، به کار می‌روند، مثلا، در کد زیر، 1 مقدار یک راستین‌نماد عدد صحیح و رشته سه حرفی cat یک راستین‌نماد رشته‌ای است:
```
int
 
a
 
=
 
1
;

string
 
s
 
=
 
"cat"
;

```

راستین‌نماد یا لیترال به نشانه‌هایی در کد منبع برنامه گفته می‌شود که در زمان کامپایل به مقادیر مشخصی تفسیر می‌شوند. به عبارت دیگر لفظ‌ها مقادیر ثابتی هستند که به صورت نشانه‌هایی در کد برنامه نوشته می‌شوند. برای نمونه در زبان برنامه‌نویسی پایتون، 4 یک راستین‌نماد عدد صحیح، "ABC" یک راستین‌نماد رشته‌ای، False یک راستین‌نماد بولی و {1, 2} یک راستین‌نماد تاپل است. کلیهٔ مقادیر قابل تعریف در یک زبان از هر نوعی که باشند باید به وسیلهٔ راستین‌نمادها قابل نوشتن باشند.

## واژه‌نامه
1. ↑  integer literal
2. ↑  string literal
3. ↑  Tuple